# Philip Neame
El tinent general Sir Philip Neame   (Faversham, 12 de desembre de 1888 - Selling, 28 d'abril de 1978) va ser un alt oficial de l'exèrcit britànic que va rebre la Creu Victòria, el màxim premi a la galanteria davant l'enemic concedit a les forces britàniques i de la Commonwealth, i guanyador d'una medalla d'or en els Jocs Olímpics; sent l'única persona que aconsegueix ambdues distincions.
Neame va estudiar al Cheltenham College i a la Reial Acadèmia Militar de Woolwich de l'exèrcit britànic, on es graduà el 1908 com a segon tinent dels Royal Engineers. El 1910 fou ascendit a tinent.
L'esclat de la Primera Guerra Mundial el va agafar a Gibraltar a la 15a Companyia de Camp. L'octubre de 1914 la companyia es va unir al Cos Expedicionari Britànic per lluitar al Front occidental. Va lluitar a la Primera Batalla d'Ieper, on va desenvolupar unes granades amb ferralla a l'interior. Per una acció el desembre de 1914 fou guardonat amb la Creu Victòria. Va prendre part en la batalla del Somme el 1916 i acabà la guerra amb el grau de tinent coronel temporal.
Pels seus serveis durant la guerra fou honrat amb la Legió d'Honor, la Creu de Guerra francesa i la Creu de Guerra belga. El 1924 va prendre part en els Jocs Olímpics de París, on va guanyar la medalla d'or en la prova del Tir al cérvol, doble tret equips del programa de tir.
Passà bona part del període d'entreguerres a l'Índia, on va formar part dels Sapadors de Bengala. El 1938 va ser ascendit a major general  i va tornar a Anglaterra com a comandant de la Reial Acadèmia Militar de Woolwich.
El febrer de 1940, durant la Segona Guerra Mundial, va ser enviat a Egipte per comandar la 4a Divisió d'Infanteria Índia. L'agost de 1940 va ser nomenat oficial general al comandament de les forces britàniques a Palestina i Transjordània. El febrer de 1941 fou nomenat comandant de les tropes britàniques a la Cirenaica (nord-est de Líbia), conquerida als italians pel general Richard O'Connor. Tanmateix, a mesura que la regió va ser recuperada per l'Afrika Korps dirigit per Erwin Rommel, Neame i O'Connor van ser fets presoners. Tots dos van romandre en captivitat a Itàlia fins a la tardor de 1943.
L'agost de 1945 va ser nomenat tinent governador de Guernsey, on va servir fins a 1953.